# Opel 25/30 PS
Der Opel 25/30 PS war ein PKW der Oberklasse, den die Adam Opel KG nur 1906 als Nachfolger des Modells 30/32 PS baute.

## Geschichte und Technik
Der 25/30 PS war größer, aber billiger als sein Vorgänger geworden. Weiterhin repräsentierte er das mittlere Segment der Oberklasse, war aber nicht mehr Opels größtes Modell. Immer noch wurde er nach Lizenzen von Darracq gefertigt. Auch sein Motor glich dem des Vorgängers.
Er war ein aus zwei Blöcken zusammengesetzter Vierzylinder-Blockmotor mit 4730 cm³ Hubraum (Bohrung × Hub = 112 mm × 120 mm), der 30 PS (22 kW) bei 1400/min leistete. Der seitengesteuerte Motor war wassergekühlt. Der Kolbenschiebervergaser besaß eine Vorwärmung des Kraftstoff-Luft-Gemisches. Jeder Zylinder hatte zwei Zündkerzen, wobei jeweils eine von einer Batteriezündung und die jeweils andere von einer Magnetzündung gespeist wurde. Die Motorleistung wurde über eine Lederkonuskupplung, ein manuelles Dreiganggetriebe mit Lenkradschaltung und eine Kardanwelle an die Hinterachse weitergeleitet.
Der Rahmen war aus Stahlprofilen zusammengesetzt. Neu war die zusätzliche Armierung mit Holz. Die beiden Starrachsen waren an halbelliptischen Längsblattfedern aufgehängt. Die Betriebsbremse war eine Innenbackenbremse, die auf die Getriebeausgangswelle wirkte. Die Handbremse wirkte auf die Trommeln an den Hinterrädern.
Verfügbar war der 25/30 PS als zweitüriges Coupé, als viersitziger Doppelphaeton sowie als viertürige Limousine und ebensolches Landaulet. Erhältlich war der Wagen wahlweise mit zwei verschiedenen Radständen, 3000 mm oder 3250 mm, also in jedem Falle deutlich mehr als die 2250 mm des Vorgängers. Mit dem billigsten Aufbau (Coupé) kostete er 13.000 RM.
Der 25/30 PS wurde bis Ende 1906 gebaut. Dann löste ihn der nochmals größere 18/30 PS ab.